# Johann Martin Boltzius
Johann Martin Boltzius, né à Forst en Basse-Lusace le 15 décembre 1703 et mort le 19 novembre 1765 à Ebenezer en Géorgie est un pasteur luthérien américain d’origine allemande. Il est surtout connu pour son association avec les émigrants de Salzbourg, un groupe de réfugiés protestants germanophones qui ont émigré vers la colonie britannique de Géorgie en 1734, où ils fondent la ville d'Ebenezer,,.

## Biographie
Boltzius est né à Forst en Basse-Lusace, au sud-est de Berlin. Ses parents, Eva Rosina Muller et Martin Boltzius travaillaient comme tisserands. Il reçoit une bourse pour étudier la théologie à l'université de Halle. Pendant son séjour à l'université, il est en contact avec le piétisme, qui mettait l'accent sur le salut par la grâce, une éthique forte, un leadership pastoral vigoureux et la compassion sociale. À la fin de ses études, il est quelque temps inspecteur dans une école de la Fondation Francke, dispensant une éducation protestante à des orphelins. 

## Fondation d'Ebenezer

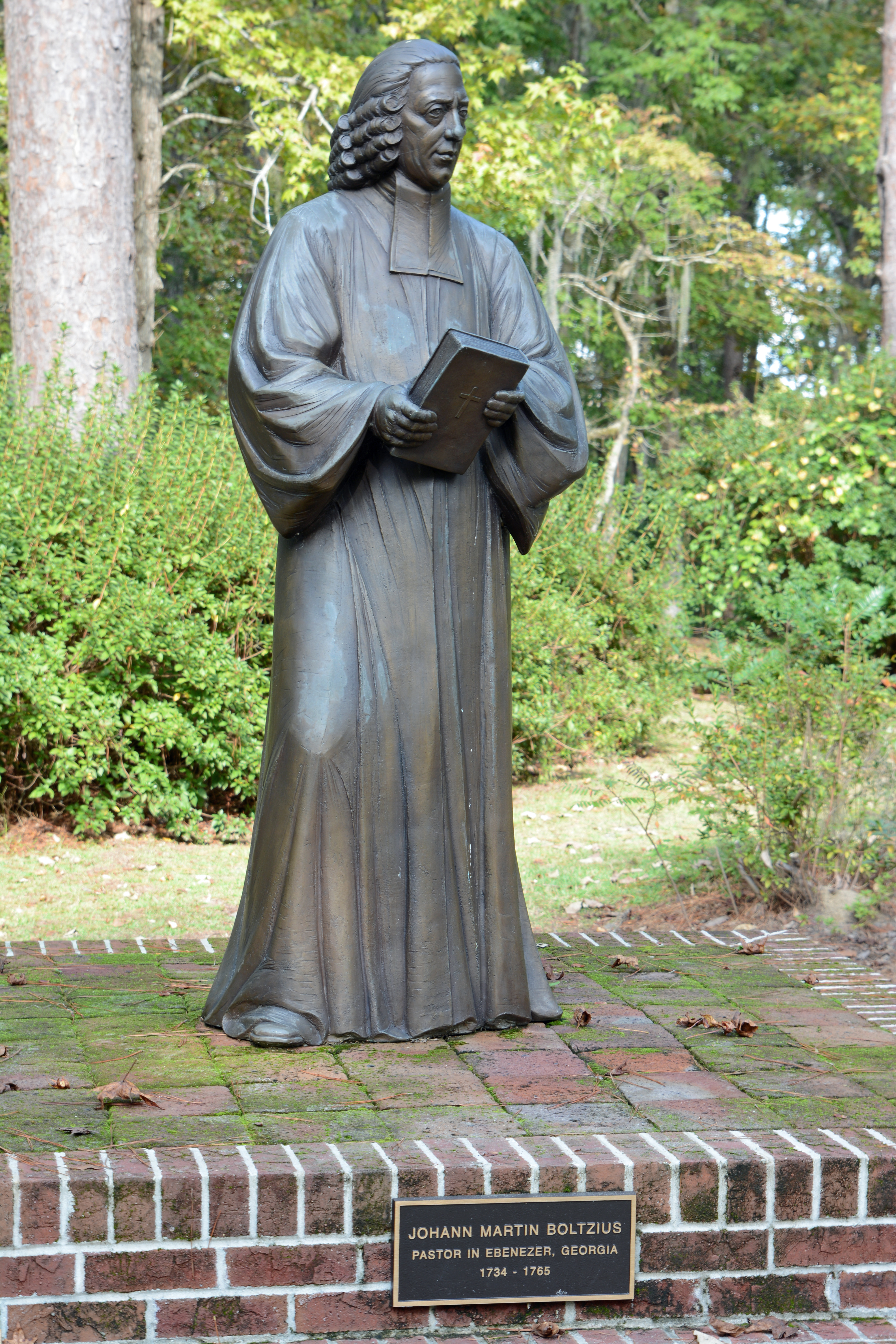
Statue à Ebenezer, Géorgie, États-Unis

En 1733, il est choisi par Gotthilf August Francke, fils d'un cofondateur de l'école, pour accompagner en tant que pasteur les réfugiés protestants de Salzbourg aux États-Unis,. 
En 1734, le groupe de Salzbourgeois en provenance de l'Angleterre arrive à Savannah en Géorgie, après une escale à Charleston, en Caroline du Sud. James Oglethorpe, le fondateur de la colonie britannique de Géorgie, leur attribue des terres impropres à la culture, composée en partie de zones inondables et de terrains arides. Boltzius exige ensuite que la communauté soit relocalisée dans une zone avec des terres plus fertiles et la communauté reçoit des terrains plus propices à l'habitation et la culture,

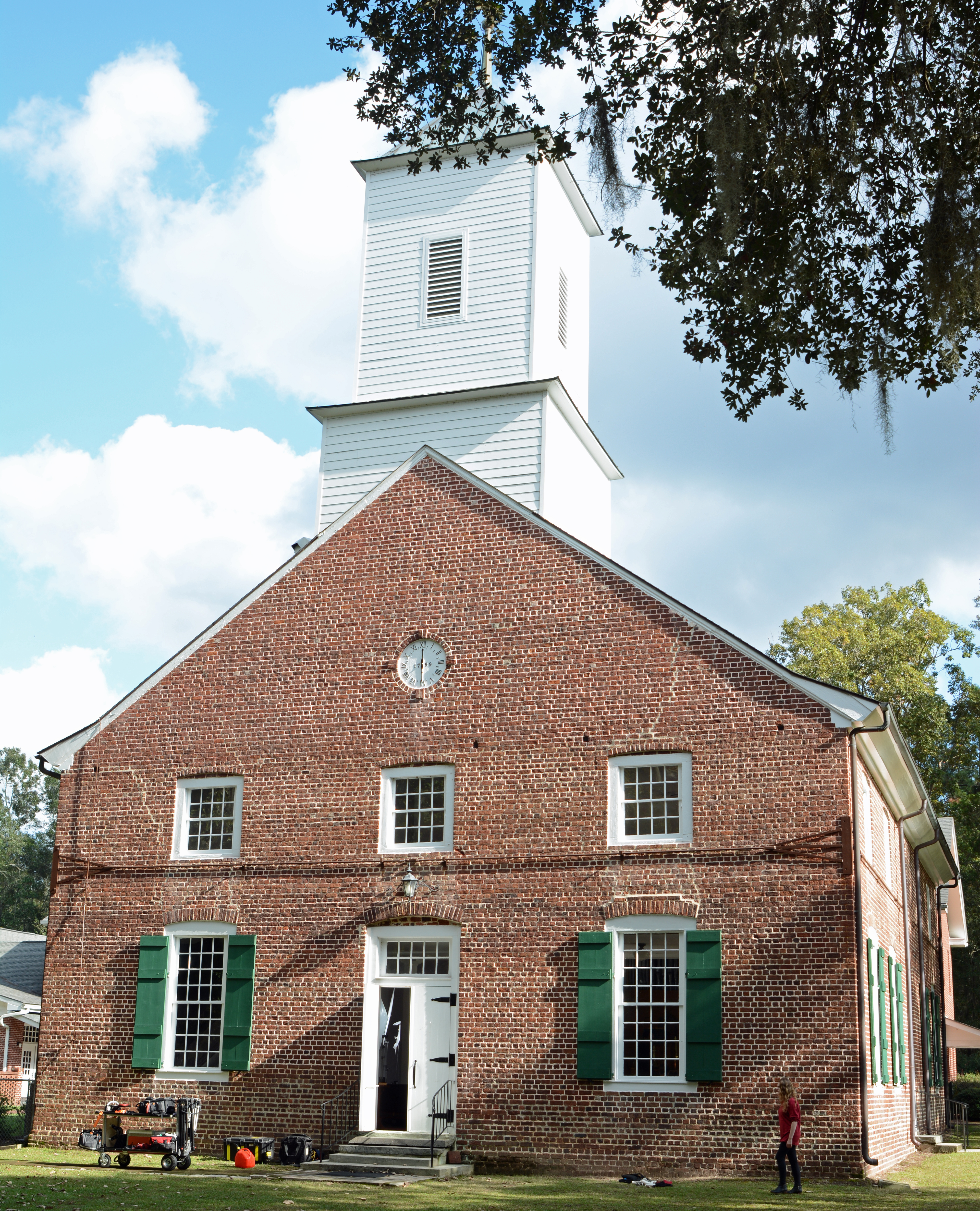
Église luthérienne d'Ebenezer

Boltzius a établi l'église luthérienne de Jérusalem et a administré la colonie d'Ebenezer (en). Ebenezer est abandonnée en 1855, le site et l'église sont inscrits au Registre national des lieux historiques en 1974.